# Slabîn, Cernihiv
Slabîn (în ucraineană Слабин) este localitatea de reședință a comunei Slabîn din raionul Cernihiv, regiunea Cernihiv, Ucraina.

## Demografie
Componența lingvistică a localității Slabîn
     Ucraineană (95,87%)
     Rusă (3,86%)
     Alte limbi (0,28%)
Conform recensământului din 2001, majoritatea populației localității Slabîn era vorbitoare de ucraineană (95,87%), existând în minoritate și vorbitori de rusă (3,86%).